# Militärflugplatz Sawasleika

i7
i11
i13
Der Militärflugplatz Sawasleika (russisch авиабаза Саваслейка) ist ein russischer Militärflugplatz in der Oblast Nischni Nowgorod, südöstlich der Stadt Murom.

## Geschichte
Am 14. August 2024 wurde der Flugplatz, auf dem Flugzeuge mit Hyperschall-Raketen „Kinschal“ stationiert sind, von ukrainischen Streitkräften mit Drohnen angegriffen.